# Bassin de l'Ienisseï
Les affluents et sous-affluents de l'Ienisseï sont, d'amont en aval (superficie du bassin, longueur, débit moyen) :

## Bassin de l'Ienisseï
- Grand Ienisseï (br. droite) (56 800 km2, 605 km, 592 m3/s)
  - Systyg-Khem (rive droite) (4 450 km2, 150 km, 60,5 m3/s)
- Petit Ienisseï (br. gauche) (58 700 km2, 563 km, 410 m3/s)
  - Bouren (rive gauche) (5 980 km2, 31,7 m3/s)
- Khemtchik (rive gauche) (27 000 km2, 320 km, 119 m3/s)
  - Ak-Soug (rive gauche) (3 100 km2, 140 km, 13,2 m3/s)
- Ous (rive droite) (6 880 km2, 236 km, 66 m3/s)
- Kanteguir (rive gauche) (3 500 km2, 180 km, 55 m3/s)
- Oïa (rive droite) (4 500 km2, 240 km, 65 m3/s)
- Abakan (rive gauche) (32 000 km2, 514 km, 400 m3/s)
  - Ona (rive droite) (4 800 km2, 150 km, 61 m3/s)
    - Bolchoï On (rive droite) (1 000 km2, 45 km, 16,3 m3/s)

  - Djebach (rive droite) (2 350 km2, 28 m3/s)
  - Tachtyp (rive gauche) (2 100 km2, 27 m3/s)
- Touba (rive droite) (36 900 km2, 507 km, 770 m3/s)
  - Kazyr (rive droite) (20 900 km2, 388 km, 500 m3/s) 
    - Kizir (rive droite) (9 170 km2, 300 km, 239 m3/s)

  - Amyl (rive gauche) (9 850 km2, 400 km, 215 m3/s)
- Mana (rive droite) (9 260 km2, 475 km, 100 m3/s)
- Kan (rive droite) (36 900 km2, 629 km, 291 m3/s) 
  - Agoul (rive droite) (11 600 km2, 347 km, 136 m3/s)
    - Koungous (rive gauche) (3 800 km2, 250 km, 37,1 m3/s)
- Angara (rive droite) (1 039 000 km2, 1 779 km, 4 950 m3/s)
  - voir plus loin : Sous-bassin de l'Angara
- Bolchoï Pit (rive droite) (21 700 km2, 415 km, 240 m3/s)
- Kas (rive gauche) (11 200 km2, 464 km, 400 m3/s)
- Sym (rive gauche) (31 600 km2, 694 km, 250 m3/s)
- Toungouska Pierreuse (rive droite) (240 000 km2, 1 865 km, 1 650 m3/s)
  - Tchounia (rive droite) (70 500 km2, 980 km, 435 m3/s)
  - Velmo (rive gauche) (33 800 km2, 504 km, 380 m3/s)
    - Teïa (rive gauche) (9 000 km2, 245 km, 68,3 m3/s)
- Elogouï (rive gauche) (25 100 km2, 464 km, 250 m3/s)
- Toungouska Inférieure (rive droite) (473 000 km2, 2 989 km, 3 600 m3/s)
  - Nepa (rive gauche) (19 100 km2, 683 km, 75 m3/s)
  - Kotchetchoum (rive droite) (96 400 km2, 733 km, 800 m3/s)
    - Tembentchi (rive droite) (21 600 km2, 571 km, 280 m3/s)

  - Taïmoura (rive gauche) (32 550 km2, 454 km)
  - Ieratchimo (rive droite) (9 100 km2, 180 km, 139 m3/s)
- Touroukhan (rive gauche) (35 800 km2, 639 km, 370 m3/s)
- Koureïka (rive droite) (44 700 km2, 888 km, 664 m3/s)
- Khantaïka (rive droite) (30 700 km2, 174 km, 595 m3/s)
  - Gorbiatchin (rive gauche) (3 700 km2, 70 m3/s)
- Bolchaïa Kheta (rive gauche) (20 700 km2, 646 km)

## Sous-bassin de l'Angara
- Angara (1 039 000 km2, 1 779 km, 4 950 m3/s)
  - Tributaires du lac Baïkal :
  - Golooustnaïa (2 260 km2, 9,6 m3/s)
  - Bougouldeïka (1 700 km2, 80 km, 5,3 m3/s)
  - Tyïa (2 400 km2, 140 km, 38,8 m3/s)
  - Kholodnaïa (1 050 km2, 21 m3/s)
  - Angara supérieure (20 600 km2, 438 km, 260 m3/s)
    - Angarakan (rive gauche) (650 km2, 90 km, 16,3 m3/s)
    - Iantchouï (rive gauche) (1 090 km2, 65 km, 24,6 m3/s)

  - Bargouzine (21 100 km2, 480 km, 130 m3/s)
    - Ina (rive gauche) (4 600 km2, 220 km, 40 m3/s)

  - Tourka (5 200 km2, 240 km, 50 m3/s)
  - Kika (1 900 km2, 130 km, 25,7 m3/s)
  - Selenga (447 000 km2, 1 024 km, 951 m3/s)
    - voir plus loin : Sous-bassin de la Selenga

  - Bolchaïa Rechka (600 km2, 12,4 m3/s)
  - Snejnaïa (3 020 km2, 173 km, 48 m3/s)
  - Khara-Mourin (1 130 km2, 105 km, 24,5 m3/s)
  - Outoulik (960 km2, 16,4 m3/s)

- - En aval du lac Baïkal :
  - Irkout (rive gauche) (15 000 km2, 488 km, 138 m3/s)
    - Tounka (rive gauche) (811 km2, 60 km, 6,7 m3/s)
    - Zoun-Mourin (rive droite) (4 160 km2, 150 km, 49,1 m3/s)

  - Kitoï (rive gauche) (9 190 km2, 316 km, 118 m3/s)
  - Bolchaïa Belaïa (rive gauche) (18 000 km2, 359 km, 176 m3/s)
    - Ourik (rive droite) (3 300 km2, 250 km, 41 m3/s)
    - Malaïa Belaïa (rive droite) (5 100 km2, 240 km, 70 m3/s)
      - Onot (rive gauche) (1 970 km2, 170 km, 40,3 m3/s)

  - Oka (rive gauche) (34 000 km2, 630 km, 274 m3/s)
    - Tissa (rive gauche) (2 850 km2, 130 km, 41,1 m3/s)

  - Iia (rive gauche) (18 100 km2, 512 km, 180 m3/s)
    - Kireï (rive droite) (2 950 km2, 140 km, 42,4 m3/s)

  - Vikhorevka (rive gauche) (4 200 km2, 23 m3/s)
  - Ilim (rive droite) (30 300 km2, 589 km, 139 m3/s)
    - Kotchenga (rive droite) (3 830 km2, 140 km, 28,1 m3/s)
    - Iguirma (rive droite) (4 480 km2, 170 km, 17,1 m3/s)

  - Kata (7 950 km2, 300 km, 46 m3/s)
  - Tchadobets (rive droite) (19 700 km2, 647 km, 63 m3/s)
  - Kova (rive gauche) (11 700 km2, 452 km, 46 m3/s)
  - Moura (rive gauche) (10 800 km2, 330 km, 30 m3/s)
  - Karaboula (rive gauche) (4 850 km2, 210 km, 11,1 m3/s)
  - Irkineïeva (rive droite) (13 600 km2, 363 km, 60 m3/s)
  - Kamenka (rive droite) (11 400 km2, 313 km, 74 m3/s)
  - Tasseïeva (rive gauche) (128 000 km2, 1 319 km, 740 m3/s)
    - Tchouna (ou Ouda) (branche droite) (56 800 km2, 1 203 km, 300 m3/s)
    - Birioussa (ou Ona) (branche gauche) (55 800 km2, 1 012 km, 370 m3/s)
      - Tagoul (rive gauche) (7 990 km2, 300 km, 104 m3/s)
      - Toumanchet (rive gauche) (4 580 km2, 280 km, 52,6 m3/s)

    - Oussolka (rive gauche) (10 800 km2, 356 km, 20,7 m3/s)

  - Tatarka (rive droite) (1 880 km2, 145 km, 22 m3/s)

## Sous-bassin de la Selenga
- Selenga (447 000 km2, 1 024 km, 951 m3/s)
  - En Mongolie :
    - Le Chuluut (rive droite)
    - Le Delgermörön (rive gauche) (16 300 km2, 445 km, 35 m3/s)
    - L'Eg ou Egiin Gol (rive gauche), émissaire du lac Khövsgöl
    - L'Orkhon (rive droite) (132 835 km2, 1 124 km, 96 m3/s)
      - Le Tuul (rive droite) qui baigne Oulan-Bator

  - En Russie (Bouriatie) :
    - La Djida (rive gauche) (23 500 km2, 558 km, 73,5 m3/s)
      - Le Khamneï (rive gauche) (3 600 km2, 170 km, 17,6 m3/s)
      - La Jeltoura (rive droite) (5 120 km2, 190 km, 18,8 m3/s)

    - Le Temnik (rive gauche) (5 480 km2, 314 km, 29,1 m3/s)
    - Le Tchikoï (rive droite) (42 600 km2, 769 km, 263 m3/s)
      - L'Atsa (rive gauche) (2 050 km2, 90 km, 18,4 m3/s)
      - La Menza (rive gauche) (13 800 km2, 337 km, 89,9 m3/s)
      - La Katantsa (rive gauche) (3 300 km2, 150 km, 30 m3/s)
        - Le Khilkotoï (rive droite) (1 140 km2, 10,9 m3/s)

    - Le Khilok (rive droite) (38 500 km2, 840 km, 98 m3/s)
      - La Bloudnaïa (rive gauche) (4 500 km2, 175 km, 11,5 m3/s)
      - L'Oungo (rive gauche) (2 290 km2, 160 km, 11,1 m3/s)

    - L'Orongoï (rive gauche) (1 880 km2, 70 km, 8,25 m3/s)
    - L'Ouda (rive droite) (34 700 km2, 467 km, 67,3 m3/s)
      - L'Ona (rive droite) (3 600 km2, 160 km, 9 m3/s)
      - Le Khoudoun (rive gauche) (7 800 km2, 210 km, 12,7 m3/s)
      - La Kourba (rive droite) (5 500 km2, 175 km, 22,8 m3/s)
      - La Brianka (rive gauche) (4 450 km2, 110 km, 4,4 m3/s)

    - L'Itantsa (rive droite) (2 300 km2, 110 km, 10 m3/s)